# Tim Holt
Tim Holt (Beverly Hills, Kalifornia, 1918. február 5. – Shawnee, Oklahoma, 1973. február 15.) amerikai színész.

## Fiatalkora
1918-ban született Beverly Hillsben Jack Holt színész és Margaret Woods fiaként. Már egészen fiatalon, 1927-ben debütált a filmvásznon egy apróbb szerepben. Tanulmányait az indianai Culveri Katonai Akadémián végezte 1936-ban. Az iskola után a hollywoodi filmiparba ment dolgozni.

## Karrierje
1938-ban a 19 éves Holt öt apróbb szerep után kapott lehetőséget az egykori némafilm sztár Harry Carey mellett a The Law West of Tombstone című westernben. Nem sokkal később játszott John Ford Hatosfogatjában, és Orson Welles is rábízta az egyik főszerepet Az Ambersonok ragyogásában.
A második világháború alatt katonai szolgálataiért kitüntetésben részesült. Holt a csendes-óceáni térségben teljesített szolgálatot egy B-29-es bombázón.
A háború után a Clementina, kedvesemmel tért vissza a mozikba Henry Fonda oldalán. Ezután következett A Sierra Madre kincse 1948-ban, ahol talán a legemlékezetesebb alakítását nyújtotta az aranyásó Bob Curtin szerepében. A következő években főleg B kategóriás westernekben szerepelt. Utolsó filmjét 1971-ben készítette This Staff’ll Kill Ya! címmel.

## Halála
1973-ban, 55 éves korában hunyt el csontrákban az Oklahoma állambeli Shawnee-ban, ahol egy rádióállomást működtetett. Szintén az oklahomabeli Harrah-ben helyezték örök nyugalomra a Memory Lane Cemeteryben. 
Az utcát, ahol feleségével laktak, tiszteletére Tim Holt Drive-nak nevezték el.

## Fordítás
- Ez a szócikk részben vagy egészben  a   Tim_Holt című angol Wikipédia-szócikk fordításán alapul.  Az eredeti cikk szerkesztőit annak laptörténete sorolja fel. Ez a jelzés csupán a megfogalmazás eredetét és a szerzői jogokat jelzi, nem szolgál a cikkben szereplő információk forrásmegjelöléseként.